# Плужнічка
Плужнічка (пол. Płużniczka) — село в Польщі, у гміні Тошек Гливицького повіту Сілезького воєводства.
Населення — 261 особа (2011).
У 1975—1998 роках село належало до Катовицького воєводства.

## Демографія
Демографічна структура станом на 31 березня 2011 року:
|          | Загалом | Допрацездатний вік | Працездатний вік | Постпрацездатний вік |
| -------- | ------- | ------------------ | ---------------- | -------------------- |
| Чоловіки | 134     | 19                 | 101              | 14                   |
| Жінки    | 127     | 16                 | 78               | 33                   |
| Разом    | 261     | 35                 | 179              | 47                   |